# Fleet in being

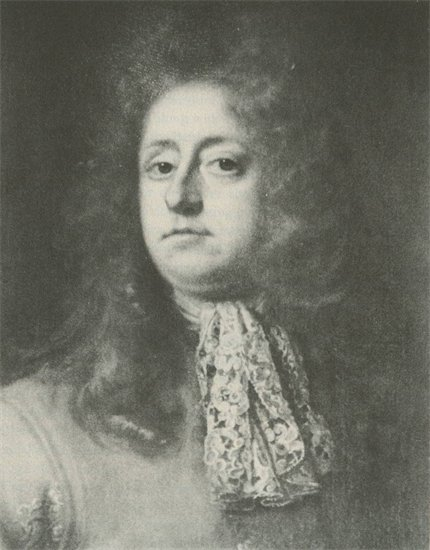
Лорд Торрингтон

Fleet in being (англ. Fleet in being — дословно «(сила) флота в наличии», по смыслу «флот как фактор присутствия») — принцип стратегического применения военно-морских сил.
Первое применение данного термина относится к 1690 году, когда командующий Королевским флотом адмирал лорд Торрингтон отказался от генерального морского сражения с французской эскадрой и сковывал её действия самим фактом присутствия на морском театре военных действий мощной боевой флотилии, готовой в любой момент перейти к активным действиям.
По мнению специалистов, эффективность распространённого в XVII—XX веках принципа Fleet in being была сведена на нет с развитием эффективных ударных родов сил флота, в особенности морской авиации, торпедных катеров и подводного флота, позволяющих атаковать корабли противника в их базах.